# Forty Licks
Forty Licks of 40 Licks is een verzamelalbum van de The Rolling Stones uit 2002. Het bevat al hun grote hits vanaf begin jaren 60 tot eind jaren 90. Er werden ook een aantal nieuwe nummers voor het album opgenomen. Don't Stop is hiervan de bekendste.
Forty Licks is een dubbelalbum.

## Nummers
- Alle nummers zijn geschreven door Mick Jagger en Keith Richards tenzij anders is vermeld.

### Cd1
1. Street Fighting Man – 3:15
2. Gimme Shelter – 4:31
3. (I can't get no) Satisfaction – 3:43
4. The Last Time – 3:41
5. Jumpin' Jack Flash – 3:42
6. You Can't Always Get What You Want – 7:28
7. 19th Nervous Breakdown – 3:56
8. Under My Thumb – 3:41
9. Not Fade Away (Charles Hardin/Norman Petty) – 1:48
10. Have You Seen Your Mother Baby? – 2:35
11. Sympathy for the Devil – 6:17
12. Mother's Little Helper – 2:46
13. She's a Rainbow – 4:12
14. Get Off of My Cloud – 2:55
15. Wild Horses – 5:43
16. Ruby Tuesday – 3:13
17. Paint It, Black – 3:44
18. Honky Tonk Women – 3:00
19. It's All Over Now (Bobby Womack/Shirley Jean Womack) – 3:26
20. Let's Spend the Night Together – 3:26

### Cd2
1. Start Me Up – 3:33
2. Brown Sugar – 3:50
3. Miss You – 3:35
4. Beast of Burden – 3:28
5. Don't Stop – 3:59
6. Happy – 3:05
7. Angie – 4:32
8. You Got Me Rocking – 3:34
9. Shattered – 3:46
10. Fool to Cry – 4:07
11. Love Is Strong – 3:48
12. Mixed Emotions – 4:00
13. Keys to Your Love – 4:11
14. Anybody Seen My Baby? (Mick Jagger/Keith Richards/K.D. Lang/Ben Mink) – 4:07
15. Stealing My Heart – 3:42
16. Tumbling Dice – 3:47
17. Undercover of the Night – 4:13
18. Emotional Rescue – 3:41
19. It's Only Rock 'n Roll (But I Like It) – 4:09
20. Losing My Touch – 5:06